# Grand Prix Monako 1962
Grand Prix Monako 1962 (oryg. Grand Prix Automobile de Monaco) – 2. runda Mistrzostw Świata Formuły 1 w sezonie 1962, która odbyła się 3 czerwca 1962, po raz 9. na torze Circuit de Monaco.
20. Grand Prix Monako, 9. zaliczane do Mistrzostw Świata Formuły 1.

## Wyniki

### Kwalifikacje
Organizatorzy zagwarantowali dwa miejsca w wyścigu pięciu zespołom fabrycznym (Ferrari, Lotus, Cooper, Porsche i BRM). Jako że do wyścigu mogło przystąpić 16 samochodów, reszta walczyła o pozostałe 6 miejsc. To wyjaśnia dlaczego niektórzy pomimo lepszego czasu od innych nie zakwalifikowali się do wyścigu.
Kolorem niebieskim zaznaczono kierowców, którzy musieli się zakwalifikować do wyścigu.
Źródło: statsf1.com
| P  | Nr | Kierowca                | Konstruktor(-silnik) | Opony | Czas   | Odstęp | Strata | Poz.s. |
| -- | -- | ----------------------- | -------------------- | ----- | ------ | ------ | ------ | ------ |
| 1  | 18 | Jim Clark               | Lotus-Climax         | D     | 1:35,4 | –      | –      | 1      |
| 2  | 10 | Graham Hill             | BRM                  | D     | 1:35,8 | +0,4   | +0,4   | 2      |
| 3  | 14 | Bruce McLaren           | Cooper-Climax        | D     | 1:36,4 | +0,6   | +1,0   | 3      |
| 4  | 40 | Willy Mairesse          | Ferrari              | D     | 1:36,4 | +0,0   | +1,0   | 4      |
| 5  | 4  | Dan Gurney              | Porsche              | D     | 1:36,4 | +0,0   | +1,0   | 5      |
| 6  | 22 | Jack Brabham            | Lotus-Climax         | D     | 1:36,5 | +0,1   | +1,1   | 6      |
| 7  | 30 | Maurice Trintignant     | Lotus-Climax         | D     | 1:36,8 | +0,3   | +1,4   | 7      |
| 8  | 34 | Innes Ireland           | Lotus-Climax         | D     | 1:37,0 | +0,2   | +1,6   | 8      |
| 9  | 36 | Phil Hill               | Ferrari              | D     | 1:37,1 | +0,1   | +1,7   | 9      |
| 10 | 38 | Lorenzo Bandini         | Ferrari              | D     | 1:37,2 | +0,1   | +1,8   | 10     |
| 11 | 28 | John Surtees            | Lola-Climax          | D     | 1:37,9 | +0,7   | +2,5   | 11     |
| 12 | 26 | Roy Salvadori           | Lola-Climax          | D     | 1:38,5 | +0,6   | +3,1   | 12     |
| 13 | 46 | Jo Siffert              | Lotus-Climax         | D     | 1:38,9 | +0,4   | +3,5   | NZ     |
| 14 | 8  | Richie Ginther          | BRM                  | D     | 1:39,0 | +0,1   | +3,6   | 13     |
| 15 | 24 | Jackie Lewis            | BRM                  | D     | 1:39,0 | +0,0   | +3,6   | NZ     |
| 16 | 32 | Masten Gregory          | Lotus-BRM            | D     | 1:39,2 | +0,2   | +3,8   | NZ     |
| 17 | 20 | Trevor Taylor           | Lotus-Climax         | D     | 1:40,0 | +0,8   | +4,6   | 14     |
| 18 | 38 | Ricardo Rodríguez       | Ferrari              | D     | 1:40,1 | +0,1   | +4,7   | NW     |
| 19 | 2  | Jo Bonnier              | Porsche              | D     | 1:42,4 | +2,3   | +7,0   | 15     |
| 20 | 16 | Tony Maggs              | Cooper-Climax        | D     | 1:42,7 | +0,3   | +7,3   | 16     |
| 21 | 44 | Carel Godin de Beaufort | Porsche              | D     | 1:44,4 | +1,7   | +9,0   | NZ     |
| 22 | 42 | Nino Vaccarella         | Lotus-Climax         | D     | 2:01,8 | +17,4  | +26,4  | NZ     |
| P  | Nr | Kierowca                | Konstruktor(-silnik) | Opony | Czas   | Odstęp | Strata | Poz.s. |

### Wyścig
Źródła: statsf1.com
| P                                                     | + / – | Nr | Kierowca                | Konstruktor          | Opony | Okr. | Czas / Strata | Komentarz                |
| ----------------------------------------------------- | ----- | -- | ----------------------- | -------------------- | ----- | ---- | ------------- | ------------------------ |
| 1                                                     | 2     | 14 | Bruce McLaren           | Cooper-Climax        | D     | 100  | 2:46:29,7     |                          |
| 2                                                     | 7     | 36 | Phil Hill               | Ferrari              | D     | 100  | +1,3          |                          |
| 3                                                     | 7     | 38 | Lorenzo Bandini         | Ferrari              | D     | 100  | +1:24,1       |                          |
| 4                                                     | 7     | 28 | John Surtees            | Lola-Climax          | D     | 99   | +1 okr.       |                          |
| 5                                                     | 10    | 2  | Jo Bonnier              | Porsche              | D     | 93   | +7 okr.       |                          |
| 6                                                     | 4     | 10 | Graham Hill             | BRM                  | D     | 92   | +8 okr.       | silnik                   |
| 7                                                     | 3     | 40 | Willy Mairesse          | Ferrari              | D     | 90   | +10 okr.      | ciśnienie oleju          |
| 8                                                     | 2     | 22 | Jack Brabham            | Lotus-Climax         | D     | 77   | +23 okr.      | wypadek                  |
| Niesklasyfikowani                                     |       |    |                         |                      |       |      |               |                          |
|                                                       |       | 34 | Innes Ireland           | Lotus-Climax         | D     | 64   | +36 okr.      | pompa paliwowa           |
|                                                       |       | 18 | Jim Clark               | Lotus-Climax         | D     | 55   | +45 okr.      | sprzęgło                 |
|                                                       |       | 26 | Roy Salvadori           | Lola-Climax          | D     | 44   | +56 okr.      | zawieszenie              |
|                                                       |       | 16 | Tony Maggs              | Cooper-Climax        | D     | 43   | +57 okr.      | skrzynia biegów          |
|                                                       |       | 20 | Trevor Taylor           | Lotus-Climax         | D     | 24   | +76 okr.      | wyciek paliwa            |
|                                                       |       | 4  | Dan Gurney              | Porsche              | D     | 0    | +100 okr.     | wypadek                  |
|                                                       |       | 8  | Richie Ginther          | BRM                  | D     | 0    | +100 okr.     | przepustnica             |
|                                                       |       | 30 | Maurice Trintignant     | Lotus-Climax         | D     | 0    | +100 okr.     | wypadek                  |
| Niezakwalifikowani                                    |       |    |                         |                      |       |      |               |                          |
|                                                       |       | 46 | Jo Siffert              | Lotus-Climax         | D     | 0    |               | nie zakwalifikował się   |
|                                                       |       | 24 | Jackie Lewis            | BRM                  | D     | 0    |               | nie zakwalifikował się   |
|                                                       |       | 32 | Masten Gregory          | Lotus-BRM            | D     | 0    |               | nie zakwalifikował się   |
|                                                       |       | 44 | Carel Godin de Beaufort | Porsche              | D     | 0    |               | nie zakwalifikował się   |
|                                                       |       | 42 | Nino Vaccarella         | Lotus-Climax         | D     | 0    |               | nie zakwalifikował się   |
| Nie wystartowali / niedopuszczeni do ponownego startu |       |    |                         |                      |       |      |               |                          |
|                                                       |       | 38 | Ricardo Rodríguez       | Ferrari              | D     | 0    |               | nie wystartował          |
|                                                       |       | 6  | Roberto Bussinello      | De Tomaso-Alfa Romeo | D     | 0    |               | brak sprawnego samochodu |
|                                                       |       | 12 | Tony Marsh              | BRM                  | D     | 0    |               | brak sprawnego samochodu |
| P                                                     | + / – | Nr | Kierowca                | Konstruktor          | Opony | Okr. | Czas / Strata | Komentarz                |

### Najszybsze okrążenie
Źródło: statsf1.com
| Nr | Kierowca  | Konstruktor  | Czas   | Okr. |
| -- | --------- | ------------ | ------ | ---- |
| 18 | Jim Clark | Lotus-Climax | 1:35,5 | 42   |

### Prowadzenie w wyścigu
Źródło: statsf1.com
| Nr                              | Kierowca      | Konstruktor   | Okrążenia   | Suma |
| ------------------------------- | ------------- | ------------- | ----------- | ---- |
| 10                              | Graham Hill   | BRM           | 7-92        | 86   |
| 14                              | Bruce McLaren | Cooper-Climax | 1-6, 93-100 | 14   |
| \| Wykres \| \| ------ \| \| \| |               |               |             |      |
| Wykres                          |               |               |             |      |
|                                 |               |               |             |      |

## Klasyfikacja po wyścigu
Pierwsza szóstka otrzymywała punkty według klucza 9-6-4-3-2-1. Liczone było tylko 5 najlepszych wyścigów danego kierowcy.
Uwzględniono tylko kierowców, którzy zdobyli jakiekolwiek punkty
| P  | +/− | Kierowca                | Starty | Punkty | P1 | P2 | P3 | PP | NO | NS |
| -- | --- | ----------------------- | ------ | ------ | -- | -- | -- | -- | -- | -- |
| 1  | 0   | Graham Hill             | 2      | 10     | 1  | –  | –  | –  | –  | –  |
| 2  | +1  | Phil Hill               | 2      | 10     | –  | 1  | 1  | –  | –  | –  |
| 3  | N   | Bruce McLaren           | 2      | 9      | 1  | –  | –  | –  | 1  | 1  |
| 4  | −2  | Trevor Taylor           | 2      | 6      | –  | 1  | –  | –  | –  | 1  |
| 5  | N   | Lorenzo Bandini         | 1      | 4      | –  | –  | 1  | –  | –  | –  |
| 6  | N   | John Surtees            | 2      | 3      | –  | –  | –  | 1  | –  | 1  |
| 7  | −3  | Giancarlo Baghetti      | 1      | 3      | –  | –  | –  | –  | –  | –  |
| 8  | N   | Jo Bonnier              | 2      | 2      | –  | –  | –  | –  | –  | –  |
| 9  | −4  | Tony Maggs              | 2      | 2      | –  | –  | –  | –  | –  | 1  |
| 10 | −4  | Carel Godin de Beaufort | 1      | 1      | –  | –  | –  | –  | –  | –  |
| P  | +/− | Kierowca                | Starty | Punkty | P1 | P2 | P3 | PP | NO | NS |

### Konstruktorzy
Tylko jeden, najwyżej uplasowany kierowca danego konstruktora, zdobywał dla niego punkty. Również do klasyfikacji zaliczano 5 najlepszych wyników.
| P                 | +/− | Konstruktor     | Starty | Punkty | P1 | P2 | P3 | PP | NO | NS |
| ----------------- | --- | --------------- | ------ | ------ | -- | -- | -- | -- | -- | -- |
| 1                 | +3  | Cooper-Climax   | 5      | 11     | 1  | –  | –  | –  | 1  | 2  |
| 2                 | −1  | BRM             | 4      | 10     | 1  | –  | –  | –  | –  | 2  |
| 3                 | 0   | Ferrari         | 6      | 10     | –  | 1  | 2  | –  | –  | 1  |
| 4                 | −2  | Lotus-Climax    | 10     | 6      | –  | 1  | –  | 1  | 1  | 7  |
| 5                 | N   | Lola-Climax     | 4      | 3      | –  | –  | –  | 1  | –  | 3  |
| 6                 | −1  | Porsche         | 6      | 3      | –  | –  | –  | –  | –  | 3  |
| Niesklasyfikowani |     |                 |        |        |    |    |    |    |    |    |
|                   |     | Emeryson-Climax | 1      | 0      | –  | –  | –  | –  | –  | 1  |
| P                 | +/− | Kierowca        | Starty | Punkty | P1 | P2 | P3 | PP | NO | NS |